# Maomé Almaguili
Maomé ibne Abdal Carim Almaguili (Muhammad ibn Abd al-Karim al-Maghili), melhor conhecido somente como Maomé Almaguili (m. ca. 1505), foi um estudioso islâmico de Tremecém, uma cidade situada na atual Argélia. Ele liderou a campanha para expulsar da cidade a comunidade judaica que haviam migrado para lá depois da destruição de Jerusalém pelos romanos séculos antes e foi bem sucedido; muitos dos judeus foram expulsos e sua sinagoga foi destruída.
Almaguili também serviu como um conselheiro do Maomé Runfa, o emir hauçá do Reino de Cano e escreveu um tratado sobre o governo denominado Sobre as Obrigações dos Príncipes. Sua biografia foi escrita pelo escritor Amade Baba, sendo traduzida por M. A. Cherbonneau em 1855, e se tornou um dos principais textos para estudo da história jurídica do Sudão Ocidental. Os manuscritos originais de sua obra estão disponíveis no site das Nações Unidas World Digital Library.